# Hideki Motosuwa
Hideki Motosuwa (本須和秀樹) es un personaje de la serie de manga y anime Chobits, creado por el colectivo CLAMP.
Hideki es un chico, de dieciocho años, que vivía en el campo hasta que decidió mudarse a la gran ciudad (ya que no ha aprobado el examen para la universidad a la que quería asistir) y, por lo tanto, no tiene ninguna experiencia previa con los Persocon. Es una buena persona, que siempre anda preocupado por alejar los malos pensamientos de su mente, obviamente sin ningún éxito. También es muy trabajador, estudioso, a pesar de que no siempre le va bien, y muy buen amigo. Cuando encuentra a Chii, su vida cambia por completo y empieza a tener sentimientos encontrados, planteándose siempre la pregunta de si es posible amar a una Persocon como Chii.
Es muy tímido y se excita con mucha facilidad. También es descuidado y se mete en muchos líos aunque no lo pretenda.
Al principio, Hideki, niega sus sentimientos hacia Chii pues una parte de él teme a los Persocons, ya que sabe que las relaciones entre Persocons y humanos no siempre acaban bien.
Se esfuerza mucho, y hace muchas cosas sin pensar, como tirarse al agua sin saber nadar para rescatar a alguien, por ejemplo.
Es un ronin, un estudiante que ha suspendido el examen de acceso a la universidad y que lo repite por segunda vez, y aunque estudia incansablemente casi siempre termina suspendiendo, pues se pone muy nervioso ante los exámenes. Trabaja en un restaurante para ganar algo de dinero mientras está estudiando, pero llega a final de mes a duras penas y en ocasiones con la ayuda de Chii.
- Datos: Q9003460